# Alma (condado de Jackson, Wisconsin)
Alma es un pueblo ubicado en el condado de Jackson en el estado estadounidense de Wisconsin. En el Censo de 2010 tenía una población de 1.∈044 habitantes y una densidad poblacional de 6,96 personas por km².

## Geografía
Alma se encuentra ubicado en las coordenadas 44°26′27″N 90°51′17″O / 44.44083, -90.85472. Según la Oficina del Censo de los Estados Unidos, Alma tiene una superficie total de 150.06 km², de la cual 149.99 km² corresponden a tierra firme y (0.04%) 0.06 km² es agua.

## Demografía
Según el censo de 2010, había 1.∈044 personas residiendo en Alma. La densidad de población era de 6,96 hab./km². De los 1.∈044 habitantes, Alma estaba compuesto por el 91.95% blancos, el 0.57% eran afroamericanos, el 2.01% eran amerindios, el 0.96% eran asiáticos, el 0.1% eran isleños del Pacífico, el 2.2% eran de otras razas y el 2.2% pertenecían a dos o más razas. Del total de la población el 6.23% eran hispanos o latinos de cualquier raza.